# Himssen-yeoja Do Bong-soon
Himssen-yeoja Do Bong-soon (힘쎈여자 도봉순?, lett. Do Bong-soon la donna forzuta; titolo internazionale Strong Girl Bong-soon, anche nota come Strong Woman Do Bong-soon) è una serie televisiva sudcoreana trasmessa su JTBC dal 24 febbraio al 15 aprile 2017.

## Trama
Nella famiglia di Do Bong-soon si tramanda da secoli una forza sovrumana e la ragazza ne è l'ultima portatrice. Un giorno Ahn Min-hyuk, giovanissimo amministratore delegato della Ainsoft, un'azienda produttrice di videogiochi, vede la ragazza usare la sua incredibile forza contro un gruppo di malviventi e decide di assumerla come guardia del corpo: il giovane ha infatti ricevuto minacce e intimidazioni agghiaccianti. Nel frattempo, In Gook-do, cotta storica di Bong-soon ora diventato ufficiale di polizia, sta indagando su una serie di spaventosi casi di rapimento che imperversano proprio nel loro quartiere. Con l'aiuto di Ahn Min-hyuk, Do Bong-soon imparerà a controllare la sua forza e catturerà entrambi i colpevoli.

## Personaggi

### Personaggi principali
- Do Bong-soon, interpretata da Park Bo-young[6]
Ragazza dalla forza straordinaria, ereditata misteriosamente nella sua famiglia in linea femminile. Incapace negli studi, non è riuscita ad accedere all'università e per questo ha provato ogni genere di lavoro. Viene notata da Ahn Min-hyuk, giovane amministratore delegato, che le offre un lavoro come sua guardia del corpo. La ragazza accetta in cambio della promessa di essere poi assunta come sviluppatrice di videogiochi nella sua azienda. Bong-soon ha sempre nascosto la sua forza per evitare di essere trattata come un fenomeno da baraccone, ma anche per non spaventare il suo amico In Guk-doo, per cui ha una cotta storica. Il suo piatto preferito sono le zampe di pollo.
- Ahn Min-hyuk, interpretato da Park Hyung-sik[7][8]
Giovane amministratore delegato della famosa azienda produttrice di videogiochi Ainsoft. Sua madre è morta quando lui era un bambino e da adolescente se n'è andato di casa, per scappare da una famiglia disastrosa composta da un padre sempre incollerito e tre fratellastri. Fonda l'Ainsoft e la porta al successo, convincendo il padre a nominarlo erede della compagnia di famiglia. Per questo motivo Min-hyuk inizia a ricevere delle minacce e decide di assumere Do Bong-soon come sua guardia del corpo.
- In Guk-doo, interpretato da Ji Soo[8]
Vecchio compagno di scuola di Do Bong-soon, per cui la ragazza ha una cotta storica non corrisposta. Dopo il diploma è entrato in polizia, diventando un agente integerrimo. Si ritrova ad indagare sulla misteriosa serie di rapimenti accaduti nel suo quartiere, Dobong-dong.

### Personaggi secondari
- Kim Jang-hyun, interpretato da Jang Mi-kwan
Un criminale psicopatico, che inizia a rapire e uccidere donne nel quartiere di Dobong-dong.

#### Famiglia e amici di Do Bong-soon
- Hwang Jin-yi, interpretata da Shim Hye-jin
Madre di Bong-soon, anche lei aveva ereditato la super-forza, ma l'ha persa in gioventù per averla usata in modo spregiudicato. In gioventù era una sollevatrice di pesi. Possiede una pasticceria di torte di noci con il marito, ma passa le giornate a chiacchierare con le vicine a proposito della riabilitazione del quartiere, che vuole fermare a tutti i costi. Terrorizza il marito ed è molto dura con la figlia perché non vuole che perda anche lei la forza.
- Do Chil-goo, interpretato da Yoo Jae-myung
Padre di Bong-soon. È terrorizzato dalla moglie, a cui consegna tutto l'incasso della loro pasticceria. Vuole molto bene ai suoi figli e si preoccupa per loro.
- Do Bong-ki, interpretato da Ahn Woo-yeon
Fratello gemello di Bong-soon, sta studiando per diventare ortopedico e lavora nell'ospedale dove vengono ricoverati i malviventi sconfitti dalla sorella.
- Na Kyung-shim, interpretata da Park Bo-mi
Migliore amica di Bong-soon, hanno fatto il liceo insieme. Fa parte di una squadra sportiva professionistica e vive lontano da Dobong-dong, ma va a trovare l'amica quando può.
- Signora Soon-shim, interpretata da Baek Soo-ryun
Nonna materna di Bong-soon, anche lei possiede la super-forza, che utilizza a fin di bene. Vive in campagna, dove produce il miracoloso liquore di cacca.

#### Famiglia di Ahn Min-hyuk
- Ahn Chul-do, interpretato da Han Jung-kook
Padre di Min-hyuk. È diventato ricco grazie a loschi metodi e adesso desidera ripulire il nome della sua azienda lasciando la direzione a Min-hyuk, che ha dimostrato talento negli affari gestendo la Ainsoft.
- Ahn Dong-ha, interpretato da Min Seong-beom
Fratellastro di Min-hyuk. Da bambini lui e Kyung-hwan chiudevano il fratellino nell'armadio e lo maltrattavano.
- Ahn Dong-suk, interpretato da Shim Hoon-gi
Fratellastro di Min-hyuk, a lui molto legato perché era l'unico a difenderlo dagli altri fratellastri.
- Ahn Kyung-hwan, interpretato da Lee Se-wook
Fratellastro di Min-hyuk, che maltrattava da bambino.

#### Famiglia e amici di In Guk-doo
- Jo Hee-ji, interpretata da Seol In-ah
Ragazza di Guk-doo, suona il violoncello.
- Jung Mi-hwa, interpretata da Yoon Ye-hee
Madre di Guk-doo, è una scrittrice. Visita spesso la pasticceria della famiglia di Do Bong-soon, dove intrattiene discussioni a proposito dei suoi libri con Do Chi-goo, che ne è un grande appassionato.

#### Impiegati del Baek Tak Party
- Baek Soome, interpretato da Im Won-hee
- Ah Ga-ri, interpretato da Kim Min-kyo
- Kim Kwang-bok, interpretato da Kim Won-hae
- Hwang Hyun-dong, interpretato da Kim Ki-moo
- Lee Ho-cheol
- Hapkie

#### Terza squadra della Divisione crimini violenti
- Capo squadra Yook, interpretato da Choi Moo-in
- Bulgom, interpretato da Oh Soon-tae
- Neokboi, interpretato da Joo Ho
- Heollaengyi, interpretato da Choi Hyung
- Dotbogi, interpretato da Kim Won-suk

#### Impiegati della Ainsoft
- Segretario Gong, interpretato da Jeon Seok-ho
Segretario di Min-hyuk. Viene ferito da Do Bong-soon durante una lotta di galli e da quel momento ne è terrorizzato.
- Oh Dol-pyeo, interpretato da Kim Won-hae
Sosia di Kim Kwang-bok, è a capo del team di Ideazione e Sviluppo della Ainsoft ed ha una cotta per Min-hyuk, che crede gay.

### Personaggi minori
- Jung Hyang-sook, interpretata da Son Hyo-eun, vittima di omicidio.
- Kim Ji-won, interpretata da Kim Ji-won, la prima vittima rapita, è insegnante di liceo.
- Lee Joo-young, interpretata da Lee Joo-young, la seconda ragazza rapita, insegnante di danza.
- Una farmacista, interpretata da Min Ji-hyun, la terza vittima di rapimento.
- Il Jin, interpretato da Kim Young-choon, liceale a capo della banda di Do Bong-soon.
- Kang Goo, interpretato da Yoo In-soo, uno dei teppisti della banda di Il Jin.
- Ho Soon-yi, interpretata da Hong Ye-ri, impiegata nella pasticceria della famiglia Do.
- Oh Hyun-joong, interpretato da Kim Tae-soo, sicario.
- Capo Jo, interpretato da Lee Ho-chul, complice di Oh Hyun-joong.
- Molestatore della metro, interpretato da Kim Won-jun
- Ragazzo maltrattato dalla banda di Il Jin, interpretato da Lee Jung-kwi
- Lee Woo-jin, interpretato da Jun Byung-chul

### Apparizioni speciali
- Kang Ji-young interpreta una presentatrice di JTVC (episodi 2, 8, 10 e 13)
- Lee Cheol-min interpreta un indovino (episodi 4 e 7)
- Kim Won-hyo
- Song Won-geun interpreta Song Uhm-geun, un attore teatrale (episodi 7 e 8)
- Yoon Sang-hyun interpreta Charles Go (episodio 8)
- Lee Soo-ji interpreta un truffatore telefonico
- Jung Chan-min interpreta un truffatore telefonico
- Jang Sung-gyu interpreta un presentatore di JTVC
- Kwon Hyuk-soo interpreta Nizamuddin, un falso monaco indiano, il cui vero nome è Jo Dal-bon (episodi 12–14)
- Lee Sang interpreta un segretario alla Ainsoft (episodio 14)
- Clara Lee interpreta Lee Bong-soon, un'igienista dentale (episodio 16)

## Produzione
Il drama è stato sceneggiato da Baek Mi-kyung, conosciuta anche per avere lavorato a Saranghaneun Eun-dong-a, e diretto da Lee Hyung-min, precedentemente regista di Uk-ssi Nam Jeong-gi. Le riprese sono iniziate ad ottobre 2016 e sono terminate l'11 aprile 2017.
Il drama vede lavorare di nuovo insieme Park Hyung-sik e Yoo Jae-myung dopo il drama Hwarang della KBS2.

## Ascolti
| Episodio | Data di trasmissione | Dati TNMS | Dati AGB            | Dati AGB                   |
| Episodio | Data di trasmissione | Dati TNMS | A livello nazionale | Area metropolitana di Seul |
| -------- | -------------------- | --------- | ------------------- | -------------------------- |
| 1        | 24 febbraio 2017     | 3,9%      | 3,809%              | 4,044%                     |
| 2        | 25 febbraio 2017     | 6,1%      | 5,758%              | 6,041%                     |
| 3        | 3 marzo 2017         | 5,5%      | 6,081%              | 7,003%                     |
| 4        | 4 marzo 2017         | 8,3%      | 8,301%              | 8,669%                     |
| 5        | 10 marzo 2017        | 6,7%      | 7,113%              | 8,025%                     |
| 6        | 11 marzo 2017        | 7,7%      | 8,692%              | 8,632%                     |
| 7        | 17 marzo 2017        | 7,1%      | 6,834%              | 7,119%                     |
| 8        | 18 marzo 2017        | 8,8%      | 9,603%              | 10,261%                    |
| 9        | 24 marzo 2017        | 8,8%      | 7,423%              | 8,019%                     |
| 10       | 25 marzo 2017        | 9,8%      | 9,668%              | 9,286%                     |
| 11       | 31 marzo 2017        | 7,7%      | 7,772%              | 8,572%                     |
| 12       | 1 aprile 2017        | 9,1%      | 8,477%              | 8,352%                     |
| 13       | 7 aprile 2017        | 8,9%      | 7,448%              | 8,036%                     |
| 14       | 8 aprile 2017        | 9,8%      | 8,597%              | 9,251%                     |
| 15       | 14 aprile 2017       | 7,9%      | 7,834%              | 8,733%                     |
| 16       | 15 aprile 2017       | 9,8%      | 8,957%              | 9,625%                     |
| Media    | Media                | 7,9%      | 7,649%              | 8,107%                     |
| Speciale | 17 aprile 2017       | 0,6%      | 0,8%                |                            |

## Colonna sonora
1. Your Garden (그대란 정원) – Jung Eun-ji (Apink)
2. Heartbeat – Suran
3. How Would it Be (어떨까)  – Standing Egg
4. Pit-A-Pat (두근두근) – Kim Chung-ha
5. Double Trouble Couple – Mamamoo
6. I Fall In Love (사랑에 빠진 걸까요) – Vromance feat. Obroject
7. Super Power Girl – Every Single Day
8. Because of you (그 사람이 너라서) – Park Hyung-sik

## Riconoscimenti
| Anno | Premio                           | Categoria            | Ricevente     | Risultato       |
| ---- | -------------------------------- | -------------------- | ------------- | --------------- |
| 2017 | Baeksang Arts Awards             | Miglior attrice      | Park Bo-young | Candidato/a     |
| 2017 | Baeksang Arts Awards             | Miglior nuovo attore | Ji Soo        | Candidato/a     |
| 2017 | Seoul International Drama Awards | Miglior attrice      | Park Bo-young | Vincitore/trice |
| 2017 | Seoul International Drama Awards | Miglior miniserie    |               | Candidato/a     |